# Wyspy Macedonii Północnej
Wyspy Macedonii Północnej – Macedonia Północna posiada 13 wysp spełniających formalną definicję (obszar powyżej 1 hektara otoczony wodą). Ze względu na śródlądowe położenie kraju, wszystkie są wyspami położonymi na jeziorach i rzekach. Największą wyspą Macedonii Północnej i jednocześnie jedyną położoną na naturalnym zbiorniku wodnym jest Gołem Grad o powierzchni 0,18 km².
W sumie Macedonia Północna posiada około 20-30 wysp rzecznych i pomniejszych wysp jeziornych zarówno stałych, jak i okresowych.

## Wyspy jeziorne
| Zbiornik           | Wyspa                                                       | Współrzędne                                     |
| ------------------ | ----------------------------------------------------------- | ----------------------------------------------- |
| Jezioro Debar      | Wielki Debar                                                | 41°27′43,73″N 20°31′58,49″E/41,462147 20,532914 |
| Jezioro Debar      | Mały Debar                                                  | 41°27′43,73″N 20°31′58,49″E/41,462147 20,532914 |
| Jezioro Kalimanci  | Kalata (latem półwysep)                                     | 41°59′06″N 22°35′25″E/41,985000 22,590278       |
| Jezioro Prespa     | Gołem Grad                                                  | 40°52′00″N 20°59′00″E/40,866667 20,983333       |
| Jezioro Tikwesz    | Gradište                                                    | 41°23′13″N 21°57′07″E/41,386944 21,951944       |
| Jezioro Tikwesz    | wyspa bez nazwy w pobliżu miasta Brušani                    | 41°23′52,29″N 21°57′06,67″E/41,397858 21,951853 |
| Jezioro Tikwesz    | wyspa bez nazwy w pobliżu miasta Dradnja                    | 41°23′37,8″N 21°56′34,2″E/41,393833 21,942833   |
| Jezioro Tikwesz    | Klinovski Ostrov w pobliżu ujścia jeziora do rzeki Blašticy | 41°16′04,78″N 21°56′57,39″E/41,267994 21,949275 |
| Jezioro Selemlisko | wyspa bez nazwy                                             | 41°08′32,4″N 22°36′47,9″E/41,142333 22,613306   |

## Wyspy rzeczne
| Rzeka  | Wyspa         | Położenie                                 |
| ------ | ------------- | ----------------------------------------- |
| Wardar | Janitasz      | 41°11′46″N 22°32′14″E/41,196111 22,537222 |
| Wardar | Adata (wyspa) | 41°11′46″N 22°32′14″E/41,196111 22,537222 |